# Jonathan Williams (baloncestista)
Jonathan Edward Williams (Farmington, Míchigan, 25 de febrero de 1995) es un exbaloncestista estadounidense. Con 1,91 metros de estatura, jugaba en la posición de base o escolta.

## Trayectoria deportiva

### Universidad
Jugó durante cuatro temporadas con los Rockets de la Universidad de Toledo, en las que promedió 13,4 puntos, 2,7 rebotes y 2,2 asistencias por partido. En su primera temporada fue incluido en el mejor quinteto freshman de la Mid-American Conference, mientras que en las dos últimas lo fue en el tercer mejor quinteto de la conferencia.

### Profesional
Tras no ser elegido en el Draft de la NBA de 2017, firmó su primer contrato profesional con el GTK Gliwice de la liga polaca. Allí jugó una temporada en la que promedió 14,6 puntos y 2,0 rebotes por partido.
El 1 de agosto de 2018 firmó con el Okapi Aalstar de la Pro Basketball League, la primera división del baloncesto belga.